# Station Souverain-Pré
Station Souverain-Pré is een voormalige spoorweghalte langs spoorlijn 43 in het zuiden van de gemeente Esneux.

## Aantal instappende reizigers
De grafiek en tabel geven het gemiddeld aantal instappende reizigers weer op een week-, zater- en zondag.
| Tabel: aantal instappende reizigers station Souverain-Pré | Tabel: aantal instappende reizigers station Souverain-Pré | Tabel: aantal instappende reizigers station Souverain-Pré | Tabel: aantal instappende reizigers station Souverain-Pré |
|                                                           | Weekdag                                                   | Zaterdag                                                  | Zondag                                                    |
| --------------------------------------------------------- | --------------------------------------------------------- | --------------------------------------------------------- | --------------------------------------------------------- |
| 1977                                                      | 36                                                        | 14                                                        | 7                                                         |
| 1978                                                      | 34                                                        | 13                                                        | 12                                                        |
| 1979                                                      | 38                                                        | 11                                                        | 14                                                        |
| 1980                                                      | 34                                                        | 19                                                        | 15                                                        |
| 1981                                                      | 40                                                        | 14                                                        | 7                                                         |
| 1982                                                      | 46                                                        | 19                                                        | 10                                                        |
| 1983                                                      | 43                                                        | 16                                                        | 12                                                        |

0,0: Angleur ·
1,2: Streupas ·
2,7: Sauheid ·
4,7: Colonster ·
5,3: Sainval ·
6,9: Tilff ·
10,2: Méry ·
11,6: Hony ·
12,6: Esneux ·
14,2: Souverain-Pré ·
15,2: La Gombe ·
16,3: Poulseur ·
18,0: Chanxhe ·
20,1: Rivage ·
21,0: Comblain-au-Pont ·
23,4: Comblain-la-Tour ·
29,4: Hamoir ·
33,4: Sy ·
37,1: Bomal ·
40,4: Barvaux ·
44,2: Biron ·
49,9: Melreux-Hotton ·
54,0: Marenne ·
58,7: Marche-en-Famenne ·
62,0: Marloie